# Kermes rimarum
Kermes rimarum är en insektsart som beskrevs av Ferris 1955. Kermes rimarum ingår i släktet Kermes och familjen eksköldlöss. Inga underarter finns listade i Catalogue of Life.